# Municipio de Marks Creek (condado de Richmond)
El municipio de Marks Creek (en inglés: Marks Creek Township) es un municipio ubicado en el  condado de Richmond en el estado estadounidense de Carolina del Norte. En el año 2010 tenía una población de 13.914 habitantes.

## Geografía
El municipio de Marks Creek se encuentra ubicado en las coordenadas 34°56′18.17″N 79°46′44.39″O / 34.9383806, -79.7789972.